# Jakob Ellemann-Jensen
Pour les articles homonymes, voir Ellemann et Jensen.
Jakob Ellemann-Jensen, né le 25 septembre 1973 à Hørsholm au Danemark, est un homme politique danois, membre du parti libéral, le Venstre, qu'il préside de 2019 à 2023. 
Il a participé au gouvernement de Lars Løkke Rasmussen (III) comme ministre de l'Environnement et de Alimentation. Il est nommé vice-Premier ministre chargé de la Défense dans le gouvernement de coalition gauche-droite de la sociale-démocrate Mette Frederiksen, le 15 décembre 2022. Le 22 août 2023, il devient ministre des Affaires économiques, poste qu'il occupe jusqu'à son retrait de la vie politique le 23 octobre 2023.

## Biographie

### Origine, éducation et carrière civile
Jakob Ellemann-Jensen est issu d'une famille de responsables politiques. Il est le fils de l'ancienne rédactrice en chef Alice Vestergaard et de l'ancien ministre des Affaires étrangères Uffe Ellemann-Jensen. Il est le petit-fils de Jens Peter Jensen, député au Folketing pendant plusieurs décennies. Il grandit dans la région de la capitale, à Hellerup.
Ellemann-Jensen étudie à l'École Zahle avant d'entrer à la Copenhagen Business School en 1999. Il travaille en parallèle, de 2000 à 2002, comme conseiller juridique chez PricewaterhouseCoopers. De 2002 à 2005, il est avocat chez IBM Danemark, dont il devient chef de département en 2005. Il rejoint ensuite GN Store Nord, la maison-mère de Jabra, de 2007 à 2011.

### Carrière militaire
Jakob Ellemann-Jensen a servi dans la garde royale. Il est ensuite lieutenant au Sjællandske Livregiment, puis premier lieutenant de réserve à la Brigade internationale danoise, avant de devenir capitaine au bataillon danois en Bosnie-Herzégovine. Depuis mai 2021, il est premier lieutenant de réserve et travaille comme officier des opérations à la section 1 de défense locale. En 2021, il reçoit l'insigne du mérite pour son service dans la réserve militaire. 

### Carrière politique

#### Député (depuis 2011)
Jakob Ellemann-Jensen entre au Venstre à 18 ans. En 2010, se porte candidat aux élections législatives pour les libéraux à Odense (Fyn), mettant en avant son expérience dans le secteur privé. Il est élu député en 2011 et devient porte-parole du Venstre sur les sujets de développement, puis porte-parole sur l'Union européenne en 2013.
En 2014, il se présente aux élections législatives à Aarhus (Jutland), et est élu en juin 2015.

#### Porte-parole politique et ministre de l'Environnement et de l'Alimentation (2015-2019)
Après les élections générales de 2015, les libéraux reviennent au gouvernement. Jakob Ellemann-Jensen devient le porte-parole politique du parti, l'un des postes parlementaires les plus stratégiques. Après la démission d'Esben Lunde Larsen en mai 2018, fortement critiqué par les organisations environnementales, Ellemann-Jensen est nommé ministre de l'Environnement et de l'Alimentation.
Il est réélu député lors des élections législatives de juin 2019, mais le Venstre perd le pouvoir bien qu'en progrès, au profit des sociaux-démocrates. Jakob Elleman-Jensen redevient porte-parole politique de son groupe.

#### Président du Parti libéral (depuis 2019)
À la suite d'une crise de parti entre l'ancien Premier ministre Lars Løkke Rasmussen et le vice-président du parti, Kristian Jensen, une élection est organisée pour la présidence du parti en 2019. Elleman-Jensen, favori, est élu président avec l'ancienne ministre de la Justice, Inter Støjberg, comme vice-présidente. À ce poste, Jakob Ellemann-Jensen doit unifier le parti, tiraillé entre les ailes libérale et conservatrice-nationaliste (incarnée par Støjberg). À la suite de désaccords qui deviennent plus importants et visibles, Inter Støjberg finit par démissionner de son poste et du parti, après avoir été désavouée par des cadres du parti dans l'affaire de la séparation des couples de demandeurs d'asile.

#### Vice-Premier ministre, ministre de la Défense puis des Affaires économiques (2022-2023)
Il devient vice-Premier ministre en décembre 2022, numéro 2 du gouvernement, chargé du portefeuille de la Défense. Il avait fait campagne contre Mette Frederiksen pour les élections législatives du 1er novembre, en espérant une majorité de droite, mais a finalement accepté de s'allier avec la Première ministre sortante, pour « l'intérêt du Danemark ».
Il se met en retrait de ses fonctions politiques pour raisons médicales entre début février et début août 2023 ; Troels Lund Poulsen devient ministre de la Défense par intérim. À la fin du mois d'août de la même année, il devient ministre des Affaires économiques.
Il annonce son retrait définitif de la vie politique danoise le 23 octobre 2023 et quitte donc immédiatement ses fonctions de vice-Premier ministre, de ministre de l'Économie et de président de Venstre.